# Ladislav Hlad

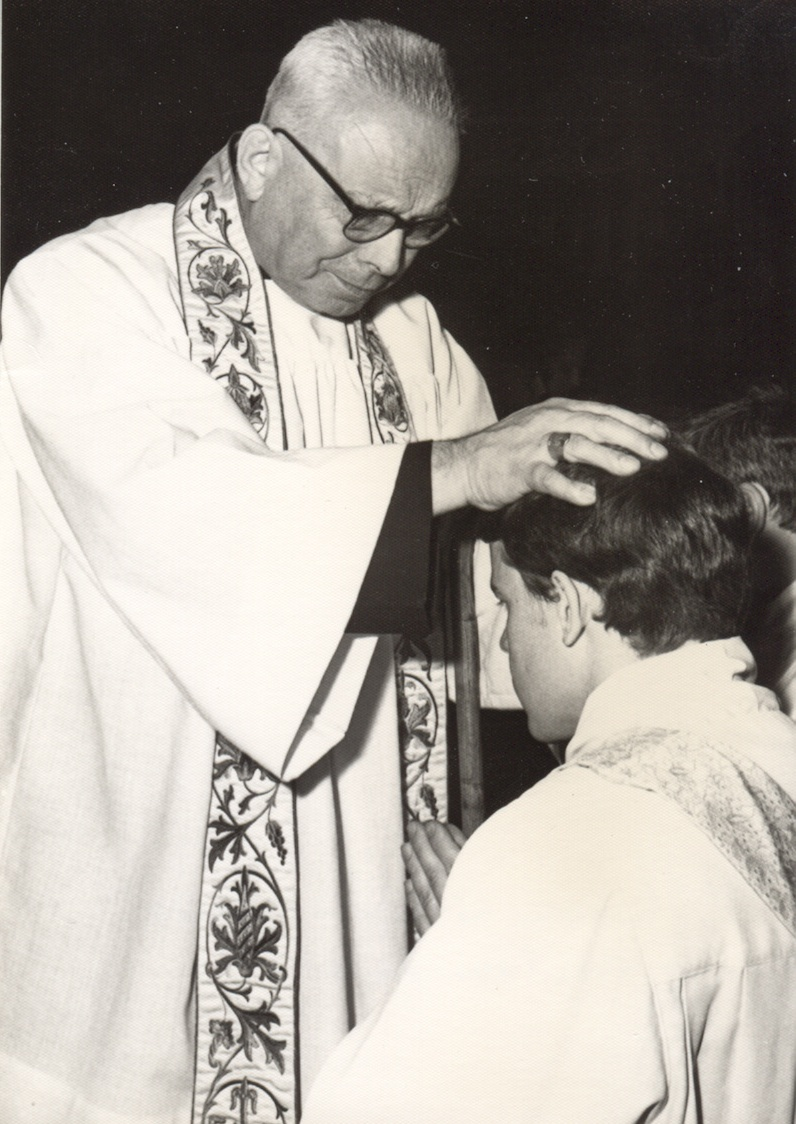
Bischof Ladislav Hlad weiht einen Diakon zum Priester.

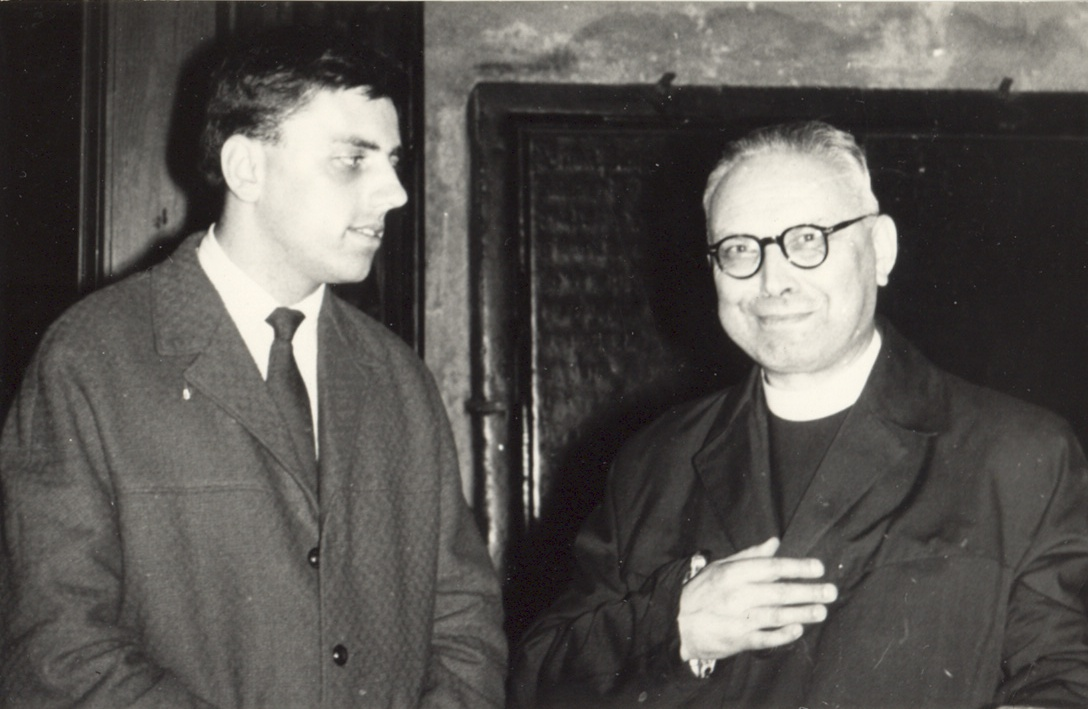
Bischof Hlad mit Evžen Policer.

Ladislav Hlad (* 3. Februar 1908 in Pilsen, Böhmen; † 16. Dezember 1979 in Moravec) war „Untergrund-“Weihbischof in Prag zur Zeit der kommunistischen Diktatur in der Tschechoslowakei.

## Leben
Ladislav Albert Hlad, auch Ladislao Hlad, kam aus einer armen Familie, sein Vater starb früh. Er fand Wohltäter, die ihn unterstützten, u. a. Josef Limpouch bei seinem Studium von 1926 bis 1930 an der Theologischen Fakultät der Karls-Universität in Prag, und Josef Beran, der spätere Erzbischof von Prag und Kardinal der römisch-katholischen Kirche. Am 6. Juli 1930 spendete ihm Erzbischof František Kordač in Prag die Priesterweihe. Nach seiner Zeit in der Gemeindepastoral wurde er 1946 ins erzbischöfliche Ordinariat gerufen, er wurde Bischofsvikar und erzbischöflicher Notar. Im November 1949 wurde er Generalvikar des Erzbischofs Josef Beran.
Am 9. Februar 1950 ernannte ihn Papst Pius XII. zum Weihbischof in Prag und gleichzeitig zum Titularbischof von Cediae. Als die Apostolische Nuntiatur die tschechischen Behörden über das päpstliche Schreiben unterrichtete, wurde ihnen mitgeteilt, dass jegliche Bischofsweihen in der Tschechoslowakei verboten und das Tragen bischöflicher Insignien untersagt seien. So fand die Bischofsweihe am 26. März 1950 heimlich an einem verborgenen Ort statt. Die Konsekration nahm Štěpán Trochta, der Bischof von Leitmeritz vor, Mitkonsekrator war der ein Jahr zuvor ebenfalls im Untergrund geweihte Kajetán Matoušek.
Um einer drohenden Verhaftung zu entkommen, ging er nach Budweis. Dort wurde er im Juli 1950 aufgespürt, verhaftet und in das Internierungslager für Priester im ehemaligen Kloster Želiv verbracht. Am 30. September des gleichen Jahres wurde er von einem Gericht zu drei Jahren Haft und Zahlung von 20.000 Kronen verurteilt. Am 22. Dezember 1951 wurde er bedingt entlassen. Wenige Tage später, am 1. Januar 1952, weihte er sieben Theologen heimlich zu Priestern. Am 15. August 1955 fuhr er mit einem Kollegen, der ebenfalls als Hilfsarbeiter tätig war, mit dem Motorrad nach Prag. Dort kam es zu einem Autounfall, ein LKW, der sie schon eine Weile verfolgte, überfuhr die beiden. Der Kollege war sofort tot, Bischof Hlad verlor ein Bein. Nach Krankenhausaufenthalt und Reha erhielt er eine Pfarrstelle, war aber insgeheim als Bischof unterwegs. Seine heimliche Priesterweihe am 1. Juli 1958 wurde verraten und er am 10. August verhaftet. Im Internierungslager Ruzyně, nahe dem Prager Flughafen, verhört und gefoltert, wurde er am 26. Januar 1960 wegen Volksverhetzung zu neun Jahren Haft verurteilt. Ende des Jahres 1962 bekamen er und Bischof Ján Vojtaššák sowie Bischof Stanislav Zela, die ebenfalls im dortigen Gefängnis saßen, Isolationshaft. 1963 wurde er vom tschechoslowakischen Staatspräsidenten Antonín Novotný amnestiert und freigelassen. Seit 1966 lebte der Beinamutierte und fast Gelähmte in einem Pflegeheim für ältere Priester, zuerst in Senohraby und anschließend in Moravec.
Bischof Ladislav Hlad verstarb am 16. Dezember 1979 in Moravec. Er wurde in der Familiengruft auf dem St.-Wenzel-Friedhof in Pilsen beigesetzt. 1990 wurde er rehabilitiert.